# Pseudarmadillo gillianus
Pseudarmadillo gillianus is een pissebed uit de familie Delatorreidae. De wetenschappelijke naam van de soort is voor het eerst geldig gepubliceerd in 1902 door John Richardson.